# Saint-Benoît (Vienne)
Pour les articles homonymes, voir Saint-Benoît.
Saint-Benoît est une commune du Centre-Ouest de la France, située dans la banlieue sud de Poitiers, dans le département de la Vienne (région Nouvelle-Aquitaine).
Ses habitants sont appelés les Sancto-Bénédictins.

## Géographie

### Localisation
Saint-Benoît est située au sud de Poitiers nichée dans un vallon ou serpente le Clain et le Miosson.
La ville s'est agrandie en occupant les coteaux situés de part et d'autre de cette vallée protégée et en s'urbanisant autour du sud de Poitiers.

### Communes limitrophes
|        | Poitiers     |                     |
|        | Saint-Benoît | Mignaloux-Beauvoir  |
| Ligugé | Smarves      | Nouaillé-Maupertuis |

### Climat
Pour des articles plus généraux, voir Climat de la Nouvelle-Aquitaine et Climat de la Vienne.
Historiquement, la commune est exposée à un climat océanique du nord-ouest.  
En 2020, Météo-France publie une typologie des climats de la France métropolitaine dans laquelle la commune est exposée à un climat océanique altéré et est dans la région climatique  Poitou-Charentes, caractérisée par un bon ensoleillement, particulièrement en été et des vents modérés.
Pour la période 1971-2000, la température annuelle moyenne est de 12,2 °C, avec une amplitude thermique annuelle de 15,1 °C. Le cumul annuel moyen de précipitations est de 697 mm, avec 11 jours de précipitations en janvier et 6,8 jours en juillet. Pour la période 1991-2020, la température moyenne annuelle observée sur la station météorologique la plus proche, située sur la commune de Biard à 4 km à vol d'oiseau, est de 12,2 °C et le cumul annuel moyen de précipitations est de 695,3 mm,. Pour l'avenir, les paramètres climatiques de la commune estimés pour 2050 selon différents scénarios d'émission de gaz à effet de serre sont consultables sur un site dédié publié par Météo-France en novembre 2022.

### Voies de communication et transports

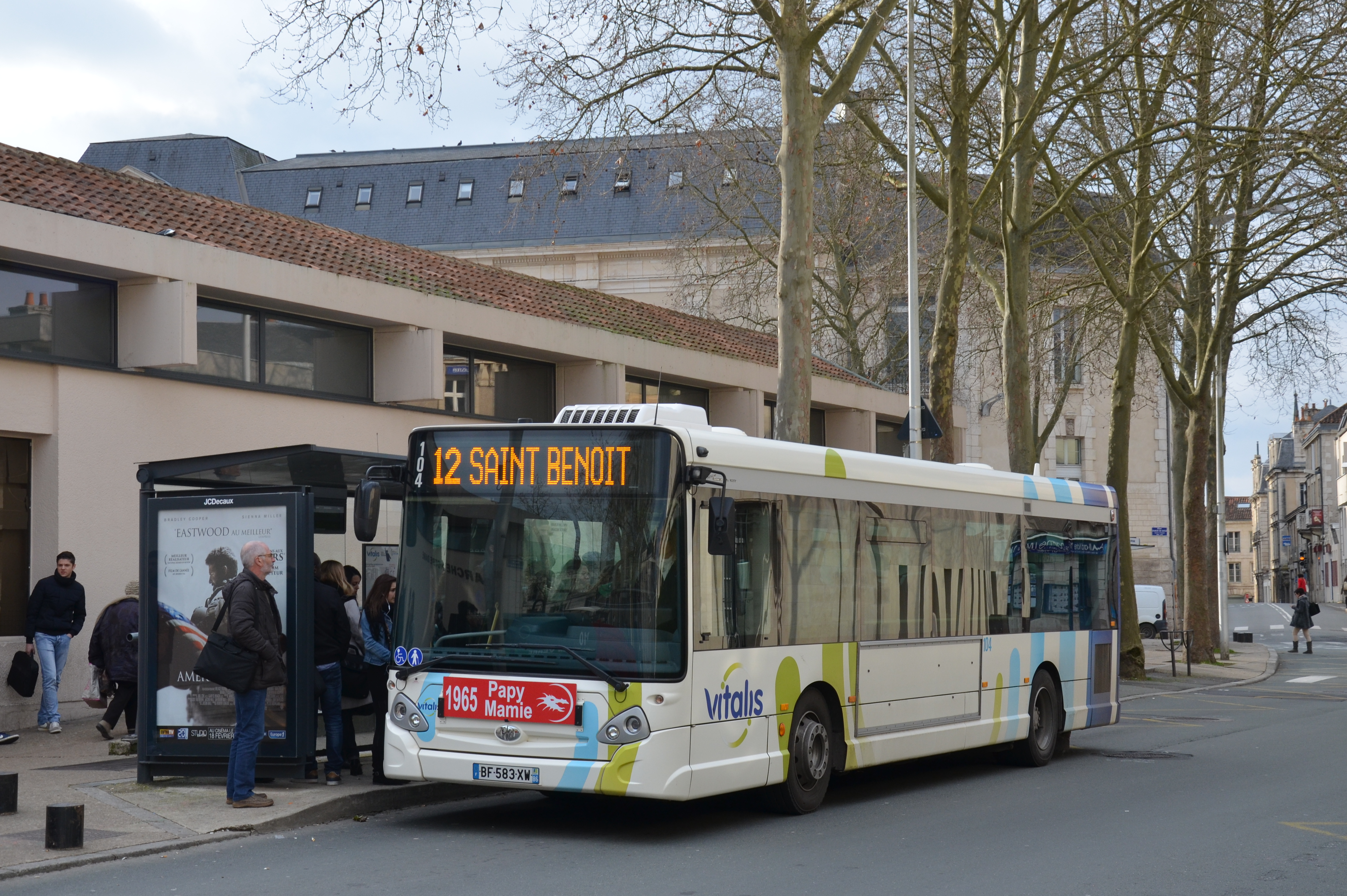
La commune est desservie par le réseau Vitalis.

La commune est desservie par les lignes 10, 12, 121, 122, 123 et 124 du réseau de transports en commun Vitalis.

## Urbanisme

### Typologie
Au 1er janvier 2024, Saint-Benoît est catégorisée ceinture urbaine, selon la nouvelle grille communale de densité à sept niveaux définie par l'Insee en 2022.
Elle appartient à l'unité urbaine de Poitiers, une agglomération intra-départementale regroupant huit  communes, dont elle est une commune de la banlieue,,. Par ailleurs la commune fait partie de l'aire d'attraction de Poitiers, dont elle est une commune de la couronne,. Cette aire, qui regroupe 97 communes, est catégorisée dans les aires de 200 000 à moins de 700 000 habitants,.

### Occupation des sols
L'occupation des sols de la commune, telle qu'elle ressort de la base de données européenne d’occupation biophysique des sols Corine Land Cover (CLC), est marquée par l'importance des territoires artificialisés (41,8 % en 2018), en augmentation par rapport à 1990 (35,1 %). La répartition détaillée en 2018 est la suivante : 
zones urbanisées (28,2 %), forêts (23,9 %), terres arables (20 %), zones agricoles hétérogènes (14,3 %), zones industrielles ou commerciales et réseaux de communication (7,6 %), espaces verts artificialisés, non agricoles (6 %). L'évolution de l’occupation des sols de la commune et de ses infrastructures peut être observée sur les différentes représentations cartographiques du territoire : la carte de Cassini (XVIIIe siècle), la carte d'état-major (1820-1866) et les cartes ou photos aériennes de l'IGN pour la période actuelle (1950 à aujourd'hui).

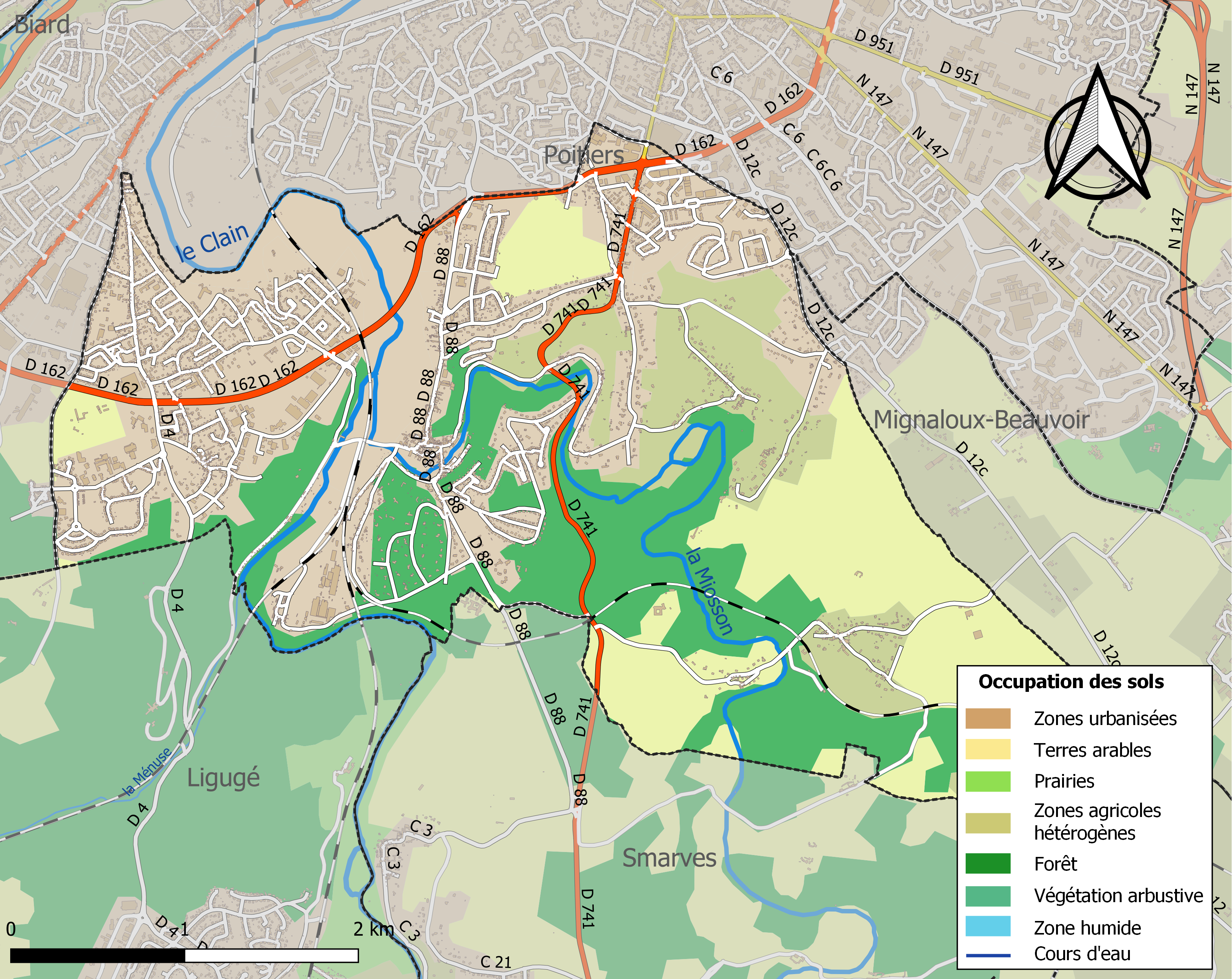
Carte des infrastructures et de l'occupation des sols de la commune en 2018 (CLC).

### Risques majeurs
Le territoire de la commune de Saint-Benoît est vulnérable à différents aléas naturels : météorologiques (tempête, orage, neige, grand froid, canicule ou sécheresse), inondations, mouvements de terrains et séisme (sismicité modérée). Il est également exposé à un risque technologique,  le transport de matières dangereuses. Un site publié par le BRGM permet d'évaluer simplement et rapidement les risques d'un bien localisé soit par son adresse soit par le numéro de sa parcelle.

#### Risques naturels
La commune fait partie du territoire à risques importants d'inondation (TRI) de Châtellerault, regroupant 17 communes concernées par un risque de débordement de la Vienne et du Clain. Les événements antérieurs à 2014 les plus significatifs pour la Vienne sont les crues de février 1698 (1 670 m3/s à Châtellerault), de juillet 1792 (1 520 m3/s), de mars 1913 (1 500 m3/s), de décembre 1944 (1 510 m3/s) et de janvier 1962 (1 500 m3/s). Les crues historiques du Clain sont celles de 1873 (330 m3/s à Poitiers) et de décembre 1982 (330 m3/s). Des cartes des surfaces inondables ont été établies pour trois scénarios : fréquent (crue de temps de retour de 10 ans à 30 ans), moyen (temps de retour de 100 ans à 300 ans) et extrême (temps de retour de l'ordre de 1 000 ans, qui met en défaut tout système de protection),. La commune a été reconnue en état de catastrophe naturelle au titre des dommages causés par les inondations et coulées de boue survenues en 1982, 1983, 1993, 1995, 1999, 2010 et 2015,. Le risque inondation est pris en compte dans l'aménagement du territoire de la commune par le biais du plan de prévention des risques (PPR) inondation (PPRI) de la « vallée du Clain », approuvé le 1er septembre 2015, puis par le nouveau PPRI « Vallée du Clain », prescrit le 5 novembre 2021.

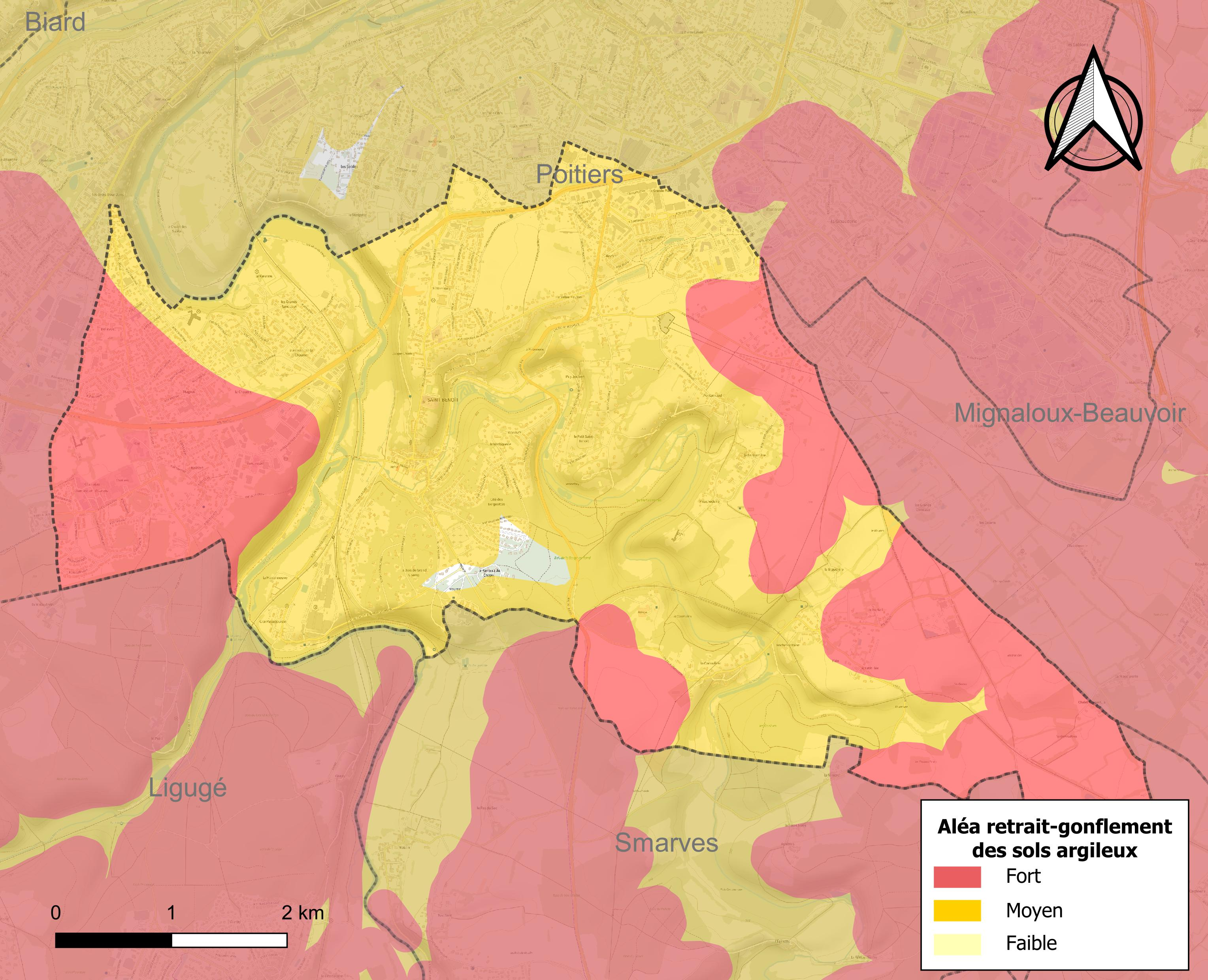
Carte des zones d'aléa retrait-gonflement des sols argileux de Saint-Benoît.

Les mouvements de terrains susceptibles de se produire sur la commune sont des affaissements et effondrements liés aux cavités souterraines (hors mines) et des tassements différentiels. Afin de mieux appréhender le risque d’affaissement de terrain, un inventaire national permet de localiser les éventuelles cavités souterraines sur la commune. Le retrait-gonflement des sols argileux est susceptible d'engendrer des dommages importants aux bâtiments en cas d’alternance de périodes de sécheresse et de pluie. 98,9 % de la superficie communale est en aléa moyen ou fort (79,5 % au niveau départemental et 48,5 % au niveau national). Depuis le 1er octobre 2020, en application de la loi ÉLAN, différentes contraintes s'imposent aux vendeurs, maîtres d'ouvrages ou constructeurs de biens situés dans une zone classée en aléa moyen ou fort,.
La commune a été reconnue en état de catastrophe naturelle au titre des dommages causés par la sécheresse en 1989, 1991, 1993, 2003, 2005, 2011 et 2017 et par des mouvements de terrain en 1999 et 2010.

## Histoire

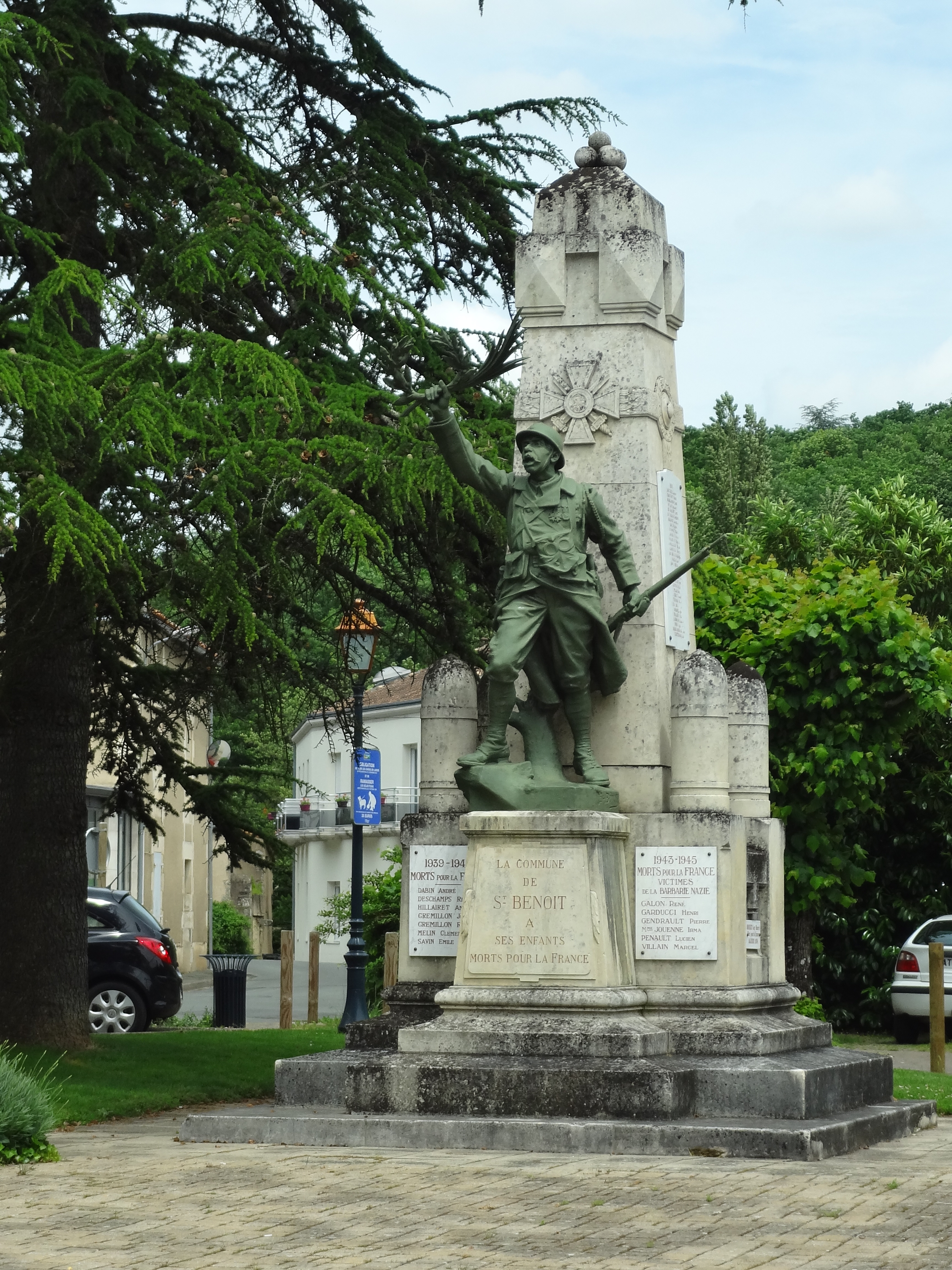
Monument aux morts de Saint-Benoit, figurant un poilu idéalisé et victorieux.

Avant la Révolution française, la commune s’appelait Saint-Benoît-de-Quincay. Pendant la Révolution, pour suivre un décret de la Convention (an II), la commune change de nom pour Quinçay-les-Plaisirs.

## Politique et administration

### Liste des maires

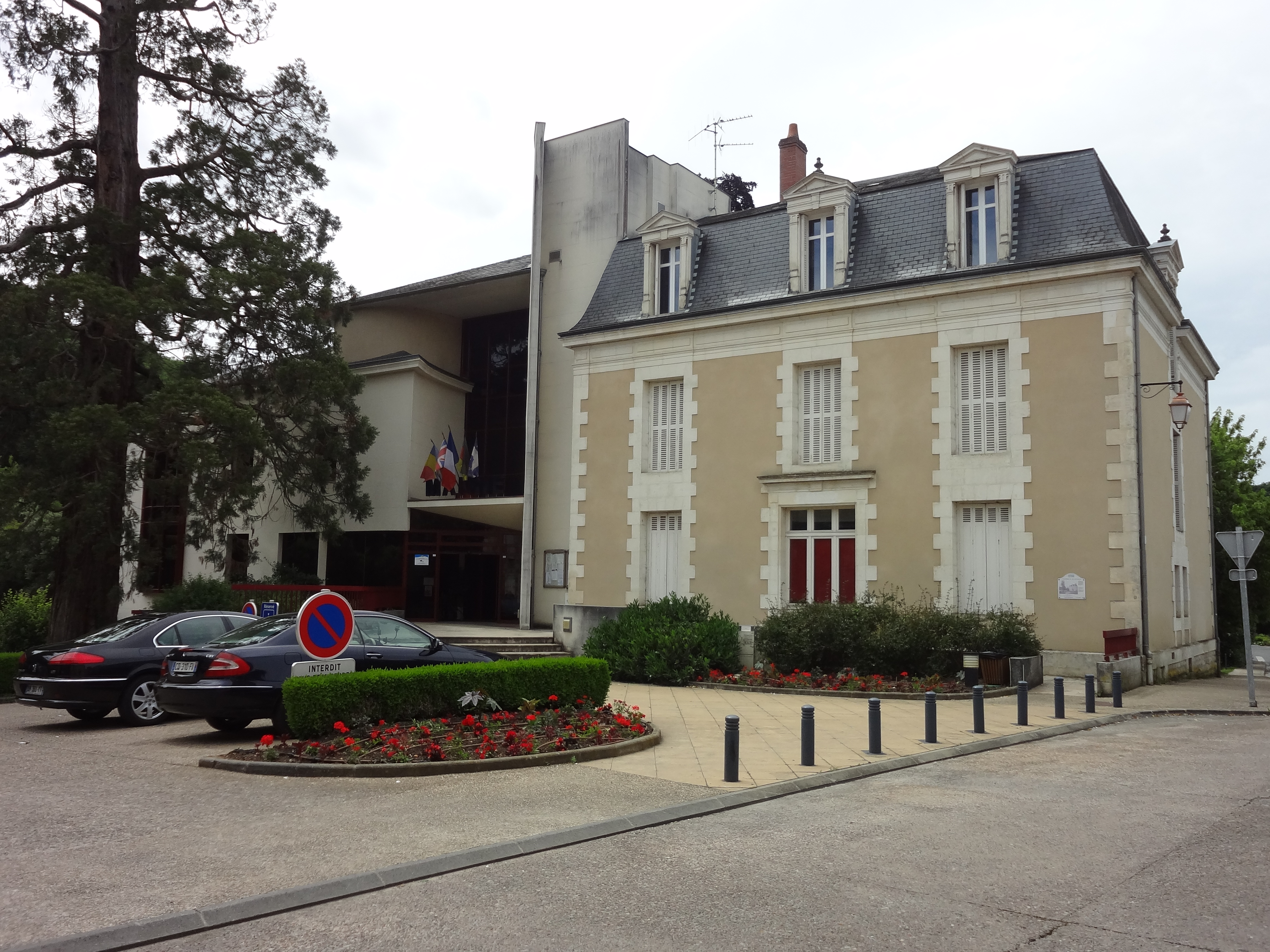
Mairie.

| Période                                  | Période   | Identité                  | Étiquette | Qualité |
| ---------------------------------------- | --------- | ------------------------- | --------- | --- |
| mars 1971                                | mars 2001 | André Coquema (1924-2013) | RPR       | Ingénieur Conseiller général du canton de Poitiers-4 (1982 → 1998) Vice-président du conseil général de la Vienne [Quand ?]       |
| mars 2001                                | mai 2020  | Dominique Clément         | DVD       | Cadre Conseiller départemental du canton de Poitiers-5 (2015 → ) Vice-président du Grand Poitiers (2017 → ) Réélu en 2008 et 2014 |
| mai 2020                                 | En cours  | Bernard Peterlongo        | DVD       | |
| Les données manquantes sont à compléter. |           |                           |           | |

### Instances judiciaires et administratives
La commune relève du tribunal d'instance de Poitiers, du tribunal de grande instance de Poitiers, de la cour d'appel de Poitiers, du tribunal pour enfants de Poitiers, du conseil de prud'hommes de Poitiers, du tribunal de commerce de Poitiers, du tribunal administratif de Poitiers et de la cour administrative d'appel de Bordeaux, du tribunal des pensions de Poitiers, du tribunal des affaires de la Sécurité sociale de la Vienne, de la cour d’assises de la Vienne.

### Services publics
Les réformes successives de La Poste ont conduit à la fermeture de nombreux bureaux de poste ou à leur transformation en simple relais. Toutefois, la commune a pu maintenir le sien.

### Politique environnementale
Dans son palmarès 2024, le Conseil national de villes et villages fleuris de France a attribué quatre fleurs à la commune.

## Population et société

### Démographie
En 2022, la commune de Saint-Benoit comptait 7306 habitants. À partir du XXIe siècle, les recensements réels des communes de moins de 10 000 habitants ont lieu tous les cinq ans. Les autres « recensements » sont des estimations.
| 1793 | 1800 | 1806 | 1821 | 1831 | 1836 | 1841 | 1846 | 1851 |
| ---- | ---- | ---- | ---- | ---- | ---- | ---- | ---- | ---- |
| 410  | 324  | 457  | 428  | 480  | 572  | 672  | 735  | 919  |

| 1856  | 1861 | 1866  | 1872 | 1876  | 1881  | 1886  | 1891  | 1896  |
| ----- | ---- | ----- | ---- | ----- | ----- | ----- | ----- | ----- |
| 1 031 | 878  | 1 250 | 937  | 1 000 | 1 035 | 1 135 | 1 135 | 1 194 |

| 1901  | 1906  | 1911  | 1921  | 1926  | 1931  | 1936  | 1946  | 1954  |
| ----- | ----- | ----- | ----- | ----- | ----- | ----- | ----- | ----- |
| 1 137 | 1 146 | 1 248 | 1 220 | 1 604 | 1 497 | 1 576 | 1 895 | 2 114 |

| 1962  | 1968  | 1975  | 1982  | 1990  | 1999  | 2006  | 2011  | 2016  |
| ----- | ----- | ----- | ----- | ----- | ----- | ----- | ----- | ----- |
| 2 605 | 3 881 | 4 889 | 5 397 | 5 843 | 7 008 | 6 859 | 6 987 | 7 112 |

| 2021  | 2022  | - | - | - | - | - | - | - |
| ----- | ----- | - | - | - | - | - | - | - |
| 7 307 | 7 306 | - | - | - | - | - | - | - |

La densité de population de la commune est de 515 hab./km2. Celle du département est de 61 hab./km2. Elle est de 68 hab./km2 pour la région Poitou-Charentes et de 115 hab./km2 pour la France (Insee - 2008).
La ville est la 5e commune la plus peuplée du département de la Vienne.
La commune appartient à la communauté d’agglomération de poitiers qui connaît un certain dynamisme démographique puisque le taux annuel moyen d’accroissement de sa population de 1,32 % de 1999-2006 (contre 0,7 % pour le département). Ceci illustre le constat démographique suivant : des zones rurales qui perdent de plus en plus d’habitants au profit d’une zone périurbaine autour de Poitiers et de Châtellerault. Cette vaste zone concentre 70 % de la population du département (soit environ 300 000 personnes) et 25 % des moins de 20 ans. En outre, en supposant le maintien des tendances démographiques depuis 1990, entre 2006 et 2020, la population de l’aire urbaine de Poitiers devrait s’accroître de 16,5 % et celle de Châtellerault de 5,0 %. La population de la commune devrait donc continuer à croître.
Cependant, la population du Grand Poitiers n'a quasiment pas augmenté entre 2007 et 2012 (141 986 habitants en 2007 pour 142 751 habitants en 2012). Le dynamisme démographique concerne surtout les communes limitrophes de la capitale poitevine. Ainsi, c’est le cas de Saint-Benoît. Après avoir connu une très légère baisse de population, la commune voit sa démographie gagner une centaine d'habitants de 2007 à 2012. Sans doute le redémarrage de programmes immobiliers en attente. Et l'aménagement d'espaces encore non construits dans les quartiers proches de Poitiers.

### Manifestations culturelles et festivité
- Le festival de jazz Saint-Benoît Swing[33] se tient chaque dernier week-end de septembre, organisé par l'équipe de Bel Air Jazz. Il a lieu à la salle de La Hune[34] pouvant recevoir 800 personnes et abritant une école de danse ainsi qu'une école de musique.

## Économie

### Agriculture
Selon la direction régionale de l'Alimentation, de l'Agriculture et de la Forêt de Poitou-Charentes, il n'y a plus que quatre exploitations agricoles en 2010 contre 6 en 2000.

### Tourisme
Le territoire communal abrite une base de loisirs Ticky Parc qui s’étend sur 5 000 m2.

### Industrie
La commune comprend un site de l'entreprise Safran qui s'est vu confier en 2017 le polissage du miroir principal du futur télescope géant européen ELT qui sera installé au Chili.

### Activités de service
La zone commerciale du Grand Large située au nord génère un nombre important d’emplois.La ville de Saint-Benoît participe à l'attractivité du Grand Poitiers en accueillant de nombreuses entreprises (Sagem, Quadripack...) sur ses zones d’activités.
Un marché forain a lieu une fois par semaine, le samedi matin, sur la place du 8-Mai-1945.

## Culture locale et patrimoine

### Lieux et monuments

#### Patrimoine civil et religieux

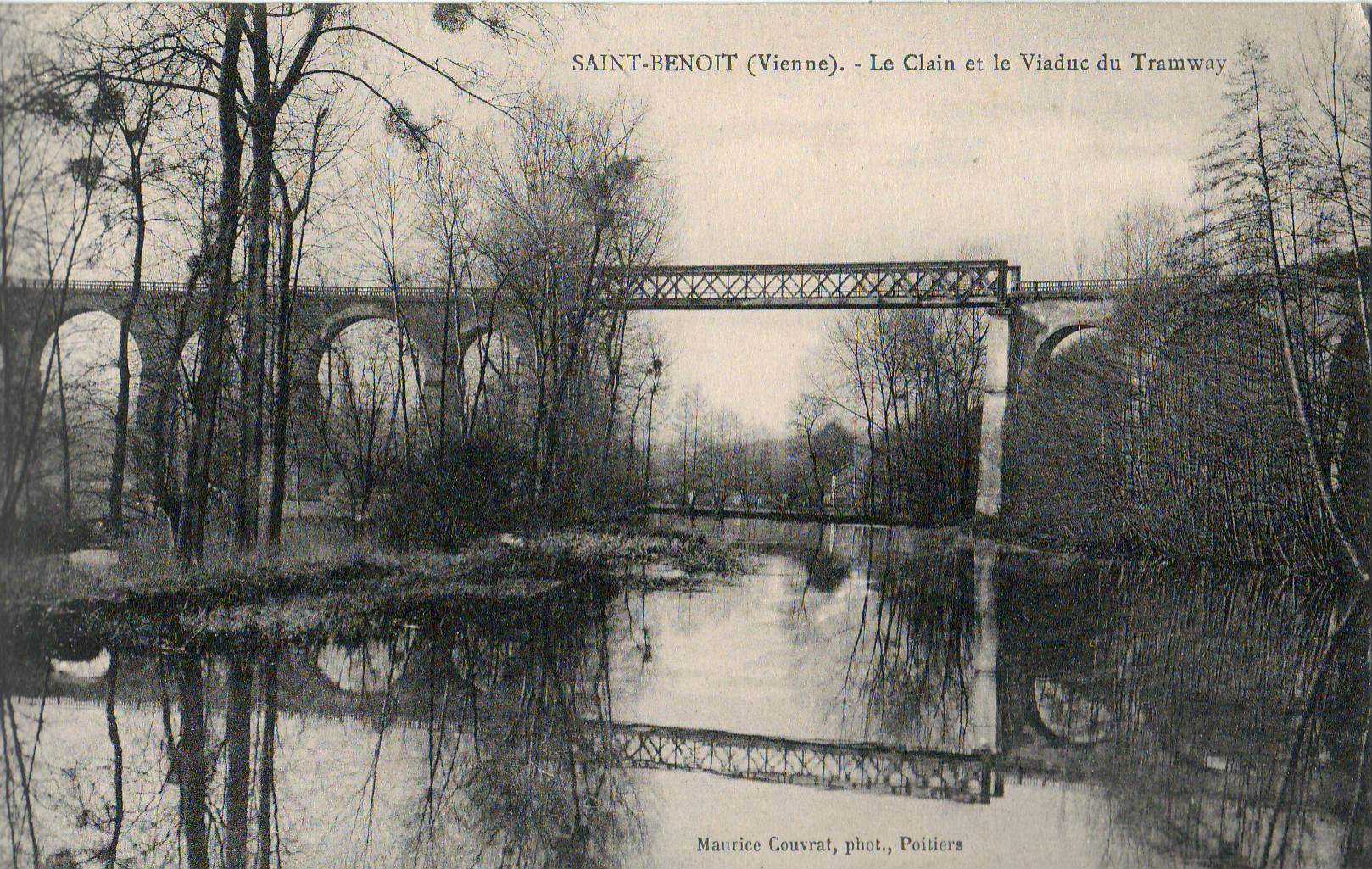
Le viaduc sur le Clain, au début du XX.

- Arcs de Parigny, à l'Ermitage, vestiges de l'ancien aqueduc romain qui alimentait Poitiers au Ier siècle. Ils sont inscrits comme monument historique depuis 1927.
- Ancienne abbaye Saint-Benoît de Quinçay, romane du XIIe siècle construite par des moines de l'abbaye de Noirmoutier
- Château (XIXe siècle, propriété privée)
- Manoir du Fief-Clairet, beau logis du XVIIe siècle construit par Charles Irland. Le manoir est classé comme monument historique depuis 1959 pour sa cour, sa toiture, le bâtiment et le sol.
- Viaduc en pierre de taille avec deux travées métalliques. Une sur les voies SNCF Poitiers/Bordeaux et Poitiers/La Rochelle et une autre sur le Clain, permettant la traversée piétonne de la vallée. (ancienne ligne de chemin de fer secondaire à voie métrique entre Poitiers et Saint-Martin-l'Ars, exploitée par les Tramways de la Vienne)

#### Patrimoine naturel
Le bois de Ligugé est situé au cœur du seuil du Poitou en plein centre du département. Il chevauche le territoire de deux communes situées en périphérie de Poitiers, caractérisées par une forte pression urbaine Ligugé et Saint-Benoît. Le bois de Ligugé se compose d’un ensemble de coteaux boisés qui surplombent les vallées de deux cours d’eau : la Feuillante et la Menuse. Ces deux ruisseaux rejoignent un méandre du Clain aux portes sud de l’agglomération poitevine.
Les sols du bois de Ligugé, sur la partie située sur les plateaux, se composent d’une argile à silex peu profonde auxquels succèdent, sur les pentes dont la dénivellation peut atteindre une cinquantaine de mètres, des sols calcaires dont l’épaisseur est variable selon la raideur des pentes, riches en cailloux et ponctués localement d’affleurements rocheux ou de falaises. Le fond du vallon est composé d’alluvions calcaires plus ou moins profonds. Cette diversité du sol est à l’origine de celle du boisement: une chênaie calcifuge sur les plateaux, une chênaie-charmaie sur les versants qui laisse la place dans les secteurs très pentus ou encaissés à la forêt de ravin à scolopendre, une chênaie pubescente sur les zones de sols superficiels ou d’affleurements rocheux et, en fond de vallons, une aulnaie-frênaie sèche ou marécageuse, selon les fluctuations saisonnières de la nappe. Cette richesse forestière a justifié la protection du bois de Ligugé (ZNIEFF), d’autant plus qu’il abrite 15 espèces végétales rares ou menacées.
Une des originalités de la flore du bois de Ligugé consiste plus particulièrement dans la juxtaposition, dans un même lieu, d’espèces végétales appartenant normalement à des zones géographiques différentes. Ainsi l’Aconit tue-loup, espèce typiquement montagnarde qui ne compte que quelques très rares stations en Poitou-Charentes ou le Hêtre ou l’Orme de montagne sont voisins de plantes propres aux milieux marécageux ou alluviaux telles que la Primevère élevée ou l’Orchis incarnat. Dans le bois, ont été recensées en outre les plantes suivantes : l’Alaterne, l’Aspérule odorante, la Corydale à bulbe plein, la Crupine commune, l’épipactis des marais, la Fritillaire pintade, la Grenouillette, la Laser à larges feuilles, la Lathrée écailleuse, la Leersie faux-riz et l’Orchis incarnat.
Un inventaire précis ornithologique a permis de mettre en évidence la présence des oiseaux familiers des milieux forestiers poitevins parmi lesquels se trouvent quelques espèces rares ou devenant de plus en plus rares telles que le Bouscarle de Cetti, la Mésange huppée ou le Bouvreuil pivoine. Mais, c’est plus particulièrement le cas pour le Gros-bec casse-noyaux et le Pouillot siffleur, deux passereaux forestiers affectionnant les boisements à voûte haute et continue, peu répandus en région Poitou-Charentes.

### Personnalités liées à la commune
- Patrick Roy (1952 - 1993), le 20 février 1993 ont lieu les funérailles de l'animateur à l'église et au cimetière de Saint-Benoît où ses parents habitaient.
- Lionel Le Falher (1957 - 2008), peintre.
- Noël Léon Bernard (1874 - 1911), botaniste.
- Cora Millet-Robinet (1778-1890),  innovatrice (inventeuse), productrice de soie, agronome, femme de lettres, première femme à être nommée chevalier de l'ordre du Mérite agricole, décédée à Saint-Benoît.

### Héraldique
| Blason | Blasonnement : Divisé en chevron renversé : au 1) d’or à la crosse contournée accostée de deux pigeons affrontés, le tout d’argent mouvant de la partition, au 2) d’azur aux trois châteaux donjonnés de trois tourelles d’or, celle du milieu plus haute, ouverts et ajourés du champ, maçonnés de sable ; le tout enfermé dans une filière de gueules. |